# Léon Guillard
Pour les articles homonymes, voir Guillard.
Léon Guillard (Clapiers, 12 avril 1810 - Paris 1er, 15 avril 1878) est un auteur dramatique et archiviste français.

## Biographie
Il fait des études à Montpellier et arrive à 18 ans à Paris pour y faire son droit mais, gravement malade, il doit revenir se soigner à Montpellier. Il devient alors chef de cabinet du préfet de l'Hérault entre 1839 et 1842. Rédacteur à la revue L'Hérault (1842-1843), il est nommé lecteur au Théâtre français (Comédie-Française) en 1855.
Ses pièces ont été représentées sur les plus grandes scènes parisiennes du XIXe siècle : Théâtre du Gymnase, Théâtre du Vaudeville, Théâtre de l'Odéon, etc.
Il est également l'archiviste la Comédie-Française de 1855 à sa mort (poste où lui succédera François Coppée).

## Œuvres
- Femme et Maîtresse, comédie en 1 acte, mêlée de couplets, 1837
- Delphine, ou la Faute du mari, comédie en 2 actes et en prose, 1843
- Les Moyens dangereux, comédie en 5 actes et en vers, 1843
- Les Paniers de Mademoiselle, comédie en 1 acte et en prose, 1844
- Clarisse Harlowe, drame en trois actes, mêlé de chant, avec Dumanoir et Clairville, 1846
- Le Dernier Amour, comédie en 3 actes mêlée de chant, 1847
- Les Frais de la guerre, comédie en 3 actes, 1848
- Le Marchand de jouets d'enfant, comédie-vaudeville en 1 acte, 1848
- Le Bal du prisonnier, comédie-vaudeville en 1 acte, avec Adrien Decourcelle, 1849
- Un vieil innocent, comédie-vaudeville en 1 acte, 1850
- Un mariage sous la Régence, comédie en 3 actes et en prose, 1850
- L'Exil de Machiavel, drame en 3 actes et en vers, 1852
- Les Gaîtés champêtres, comédie-vaudeville, en 2 actes, avec Charles Desnoyer, Armand Durantin et Jules Janin, 1852
- Le Mariage à l'arquebuse, comédie en 1 acte, 1856
- Le Médecin de l'âme, drame en 5 actes, avec Maurice Desvignes, 1856
- La Statuette d'un grand homme, comédie en 1 acte, avec Achille Bézier, 1856
- Le Ménétrier de Meudon, opéra-comique en 3 actes, avec Jules Adenis, musique de Jean-Baptiste Weckerlin, 1868

## Récompenses et distinctions
- Chevalier de la Légion d'honneur (15 août 1861)